# NGC 7582
NGC 7582 (другие обозначения — PGC 71001, ESO 291-16, MCG −7-47-29, AM 2315—423, IRAS23156-4238) — спиральная галактика с перемычкой в созвездии Журавль.
Галактика обладает активным ядром и относится к сейфертовским галактикам типа II
Этот объект входит в число перечисленных в оригинальной редакции «Нового общего каталога».